# 凯文·马瑟
凯文·马瑟（英語：Kevin Mather，1982年8月25日—），美国男子高山滑雪、射箭运动员。他曾代表美国参加2020年夏季残疾人奥林匹克运动会射箭比赛，获得男子个人公开级反曲弓金牌。